# 16-й саміт BRICS
XVI саміт БРІКС — зустріч глав держав об'єднання БРІКС, яка проходила в Російській Федерації — місті Казань — з 22 по 24 жовтня 2024 року. На момент проведення саміту членство в БРІКС підтвердили 9 держав: Бразилія, Росія, Індій, КНР, ПАР, Єгипет, Іран, ОАЕ і Ефіопія.
Організатори саміту виходили з того, що повноправним учасником БРІКС є Саудівська Аравія; однак глава делегації Саудівської Аравії після прибуття в Казань заявив, що бере участь в саміті, як представник країни, запрошеної в БРІКС.
У саміті брав участь генеральний секретар ООН Антоніу Гутерріш. Саміт став найбільшим міжнародним заходом, організованим в Росії з початку вторгнення в Україну у 2022 році.

## Передісторія

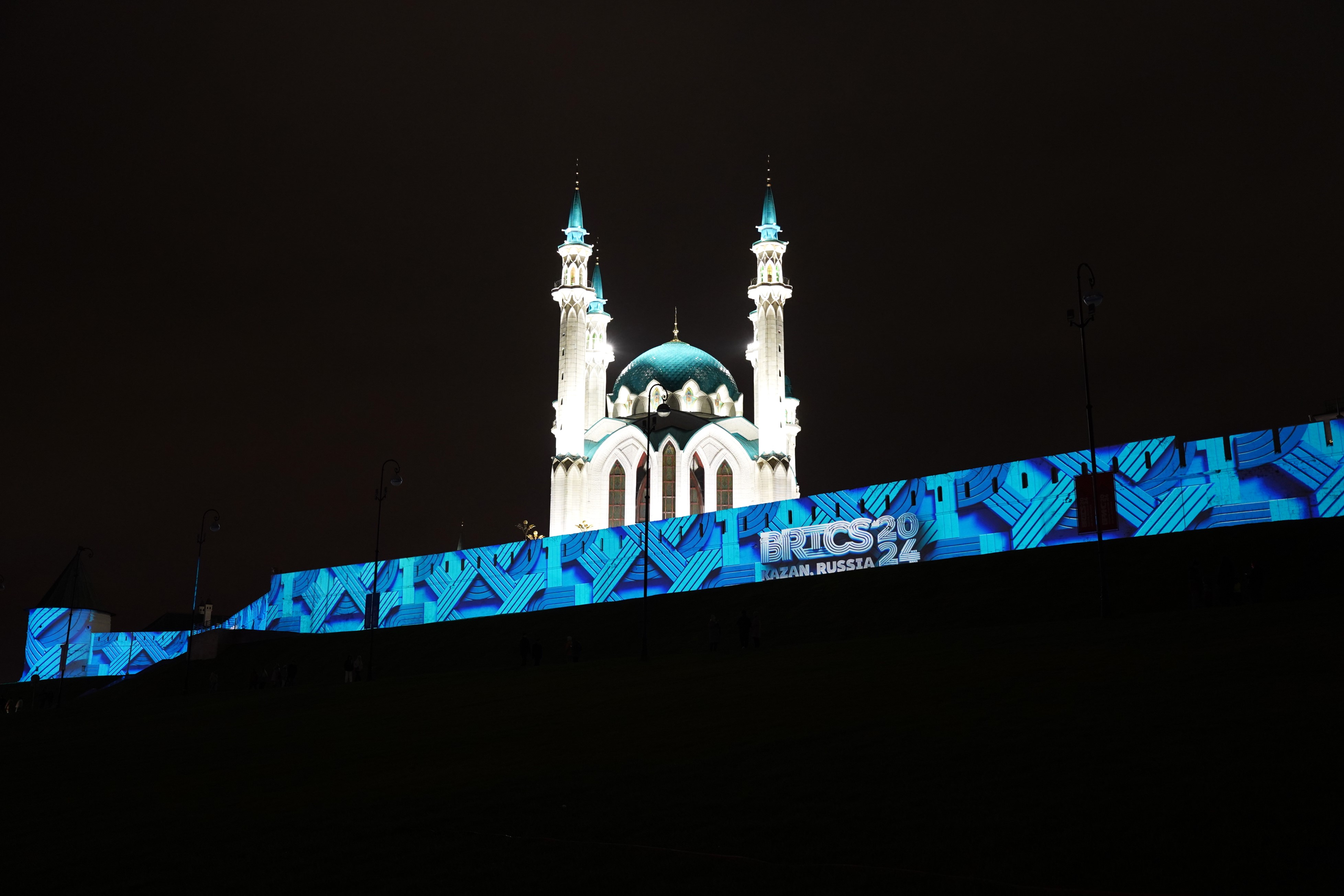
Ілюмінація стін Казанського кремля в дні проведення XVI саміту БРІКС

Афганістан, де при владі перебувають представники забороненого в Росії руху «Талібан», теж подав заявку на участь в саміті БРІКС в Казані.
Про участь у саміті заявили більше 30 країн, 24 з яких на рівні перших осіб.
З 12 по 23 червня 2024 року в Казані пройшли Спортивні ігри БРІКС 2024, в яких брали участь представники 53 країн світу.
За інформацією Юрія Ушакова, президент Туреччини Реджеп Таїп Ердоган прийняв запрошення від керівництва Росії приїхати на саміт БРІКС в Казань. 12 вересня Міністр закордонних справ КНР Ван І повідомив президенту РФ Володимиру Путіну, що глава КНР Сі Цзіньпін прийме запрошення до участі в саміті БРІКС в Казані. 4 жовтня 2024 року голова інформцентру ООН в Росії Володимир Кузнєцов повідомив про те, що генсек організації Антоніу Гутерріш також візьме участь.
20 вересня голова Республіки Сербської Боснії та Герцеговини Мілорад Додік заявив, що візьме участь у саміті.
17-18 жовтня в Москві пройшов Діловий форум БРІКС. У зверненні до форуму президент Росії Володимир Путін заявив, що країни блоку в осяжній перспективі будуть генерувати приріст глобального ВВП. Він також зазначив, що частка країн БРІКС у світовому ВВП перевищила показник «Групи семи» — у 2023 році — 37,4 % і 29,3 % відповідно.
Запрошена до складу БРІКС Аргентина, станом на 2024 рік країна, що відмовилася вступати в альянс, не отримувала запрошення на саміт в Казані.
3 квітня 2023 року президент Росії Володимир Путін підписав наказ щодо проведення зустрічі глав держав БРІКС 2024 року в Казань. Одночасно з цим було затверджено Положення про оргкомітет саміту, а також про його голову; на цей пост Володимир Путін призначив свого помічника Юрія Ушакова.

## Учасники

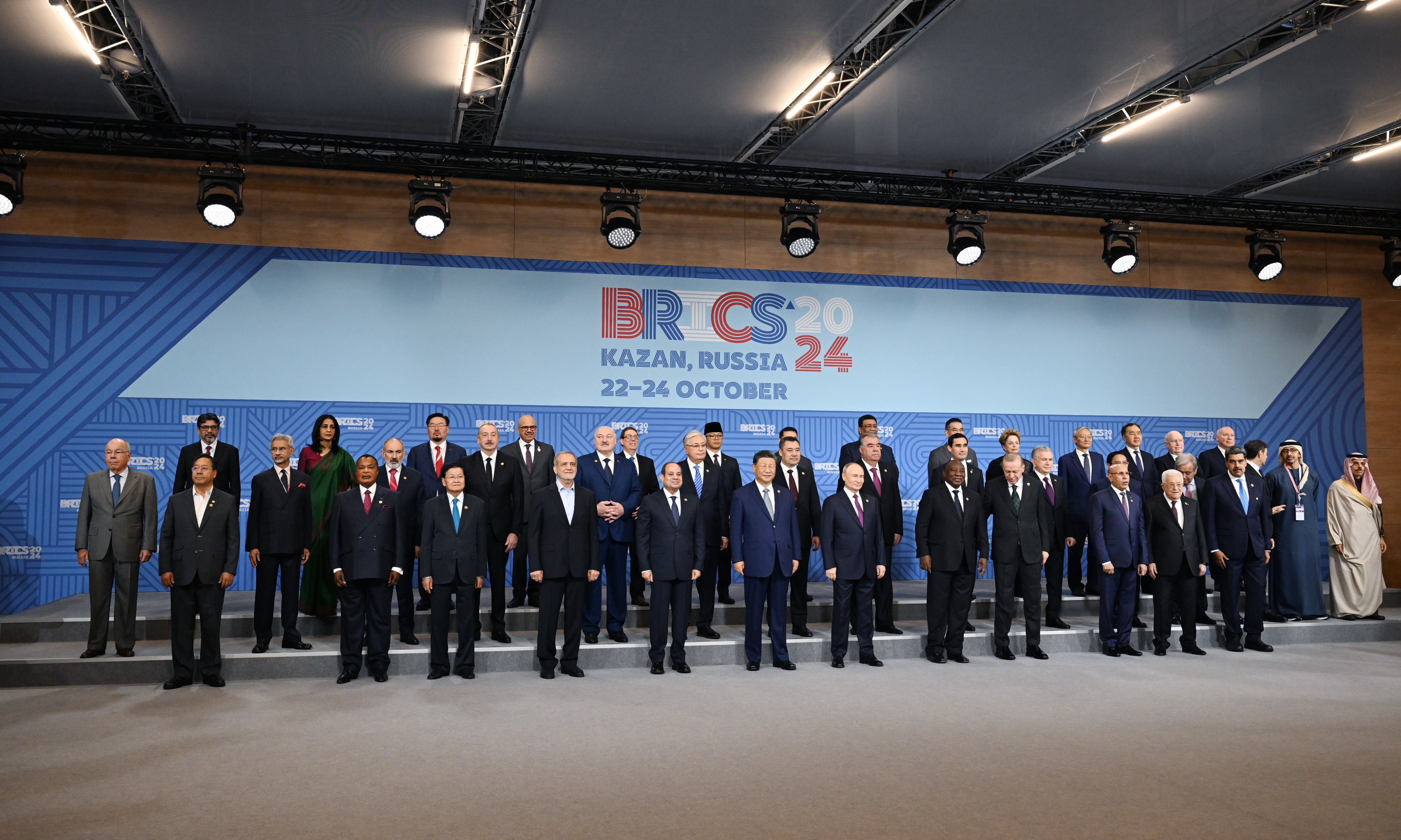
Колективне фото учасників саміту

На зустріч в Казань прибули 36 делегацій з різних країн. Крім делегацій країн-учасників БРІКС в Казань прибули делегації Азербайджан у, Алжиру, Вірменії, Афганістану, Бангладешу, Бахрейну, Білорусії, Болівії, Венесуели, В'єтнаму, Індонезії, Казахстану, Республіки Конго, Киргизстану, Лаосу, Мавританії, Малайзії, Монголії, Нікарагуа, Держави Палестини, Сербії, Таджикистану, Таїланду, Туркменістану, Туреччини, Узбекистану, Шрі-Ланки, Республіки Сербської.
Президент Росії Володимир Путін на полях саміту зустрівся з Прем'єр-міністром В'єтнаму Фам Мінь Тінем.
Найчисленніші делегації були у Китаю — 560 осіб, Індії — 260, Туреччини — 237, Венесуели — 228, ОАЕ — 198 осіб.

### Представники членів БРІКС
Учасниками саміту стали більшість керівників (голів) держав-членів БРІКС. Серед них: президент Росії Володимир Путін, голова КНР Сі Цзіньпін, президент Єгипту Абдул-Фаттах ас-Сісі, Прем'єр-міністр Індії Нарендра Моді, президент ПАР Сиріл Рамафоса, Прем'єр-міністр Ефіопії Абій Ахмед Алі і президент ОАЕ Мухаммад ібн Заїд Аль Нахайян.
З дев'яти членів БРІКС дві держави не були представлені на саміті своїми першими особами. Делегація Бразилія у Казані безпосередньо очолив Міністр закордонних справ країни Мауро Вієйра, а делегацію Ірану — президент Масуд Пезешкіян.

На саміті Саудівську Аравію представляв глава МЗС Фейсал ібн Фархан Аль Сауд, згідно із заявою якого, Саудівська сторона була присутня на зустрічі, як запрошена країна. Попри це, організатори приймали Саудівську Аравію, як якби вона була повноправним членом Альянсу, і прапор Саудівської Аравії на майданчиках саміту в Казані був встановлений поряд з прапорами інших держав — членів БРІКС.

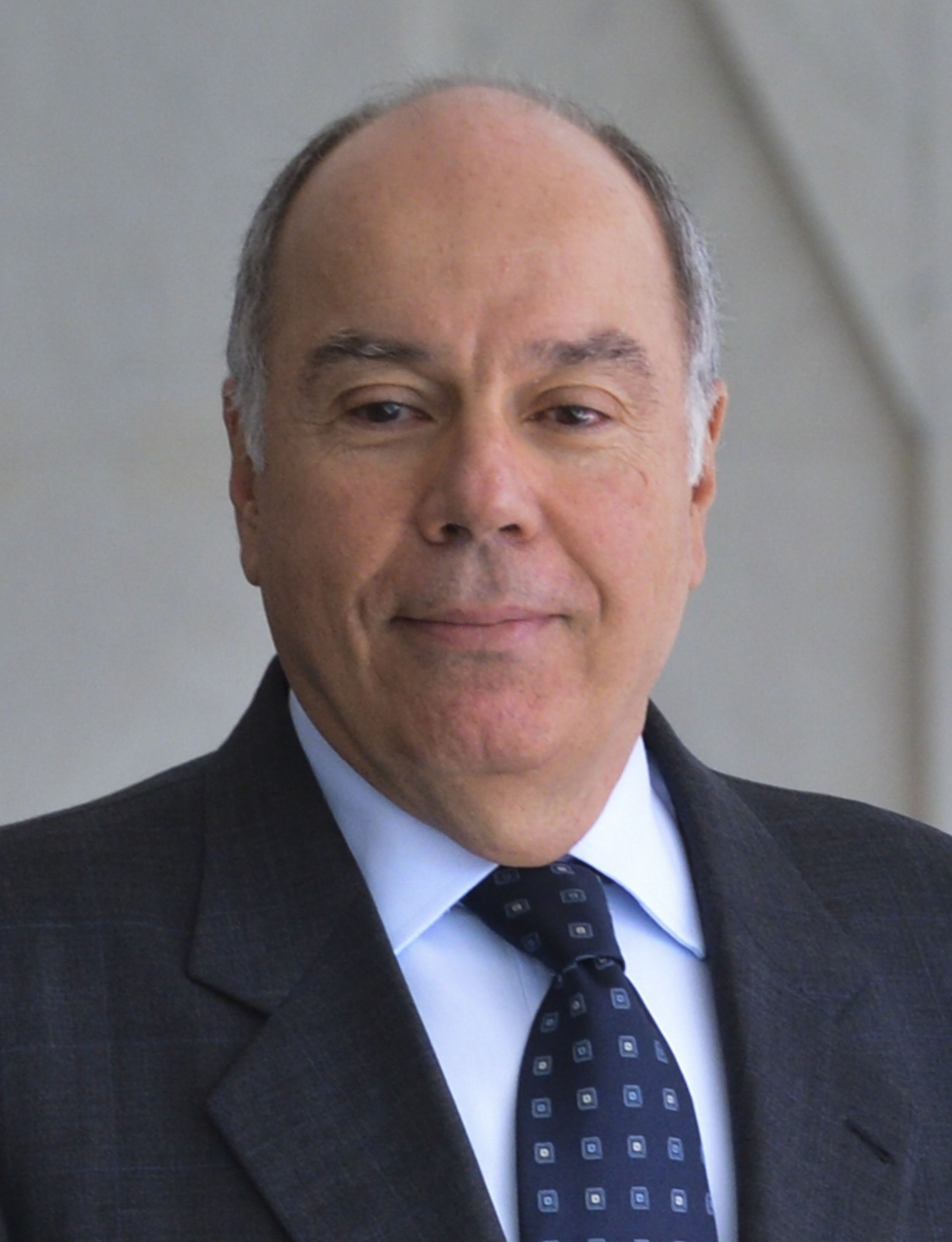
Міністр закордонних справ Бразилії Мауро Вієйра
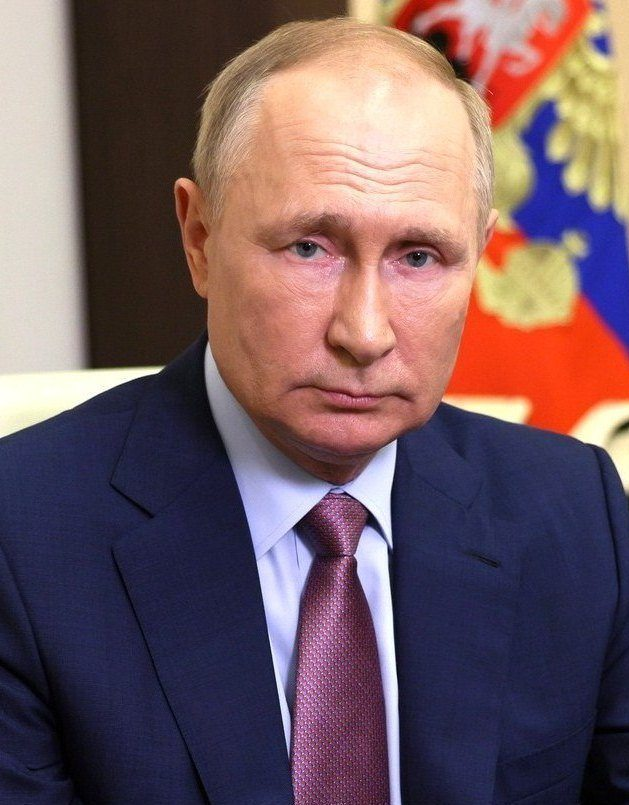
Президент Росії Володимир Путін
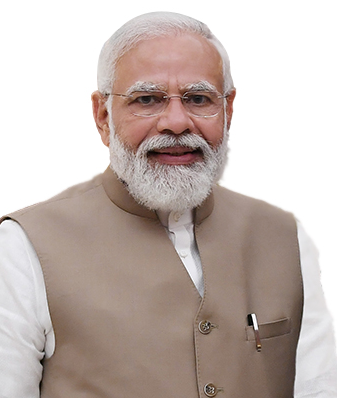
Прем'єр-міністр Індії Нарендра Моді
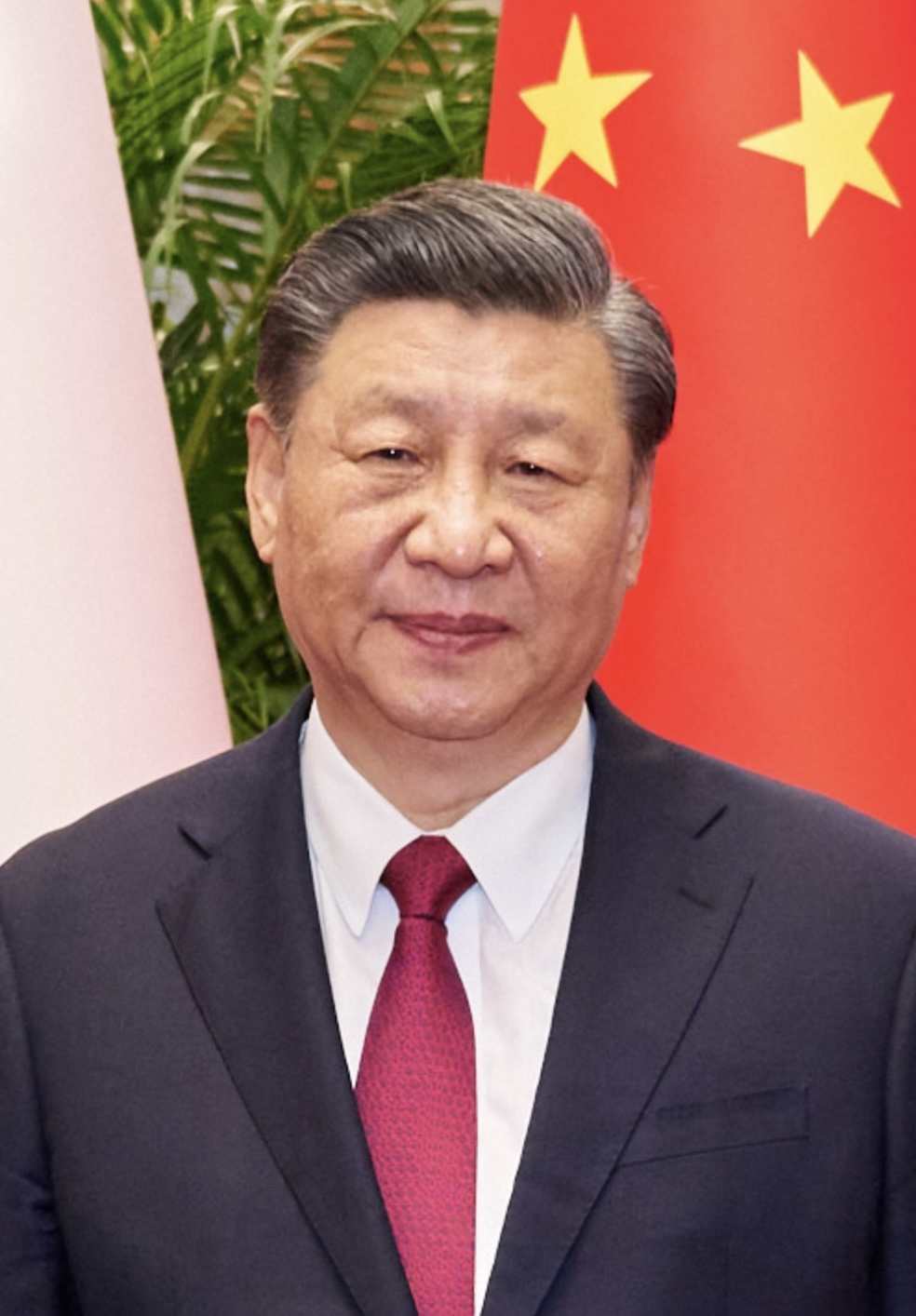
Голова КНР Сі Цзіньпін
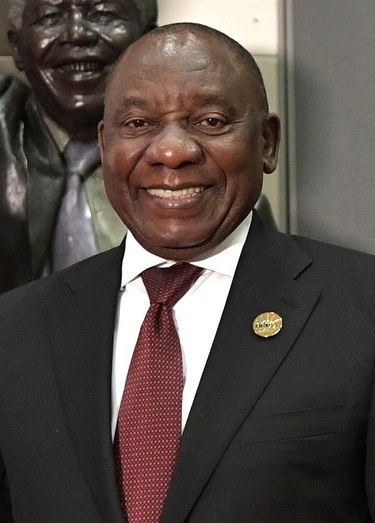
Президент ПАР Сиріл Рамафоса

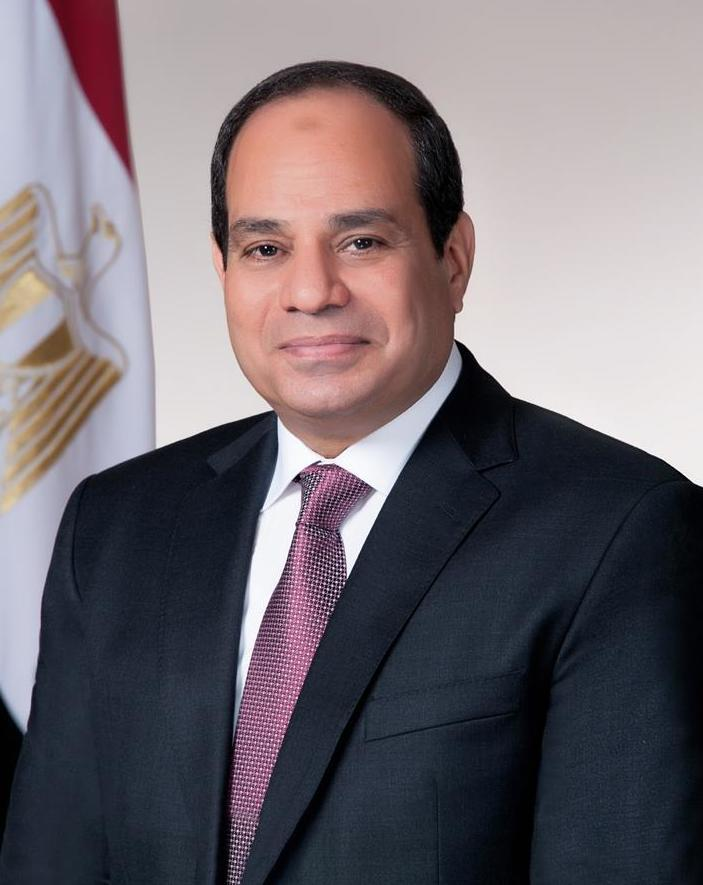
Президент Єгипту Абдул-Фаттах ас-Сісі
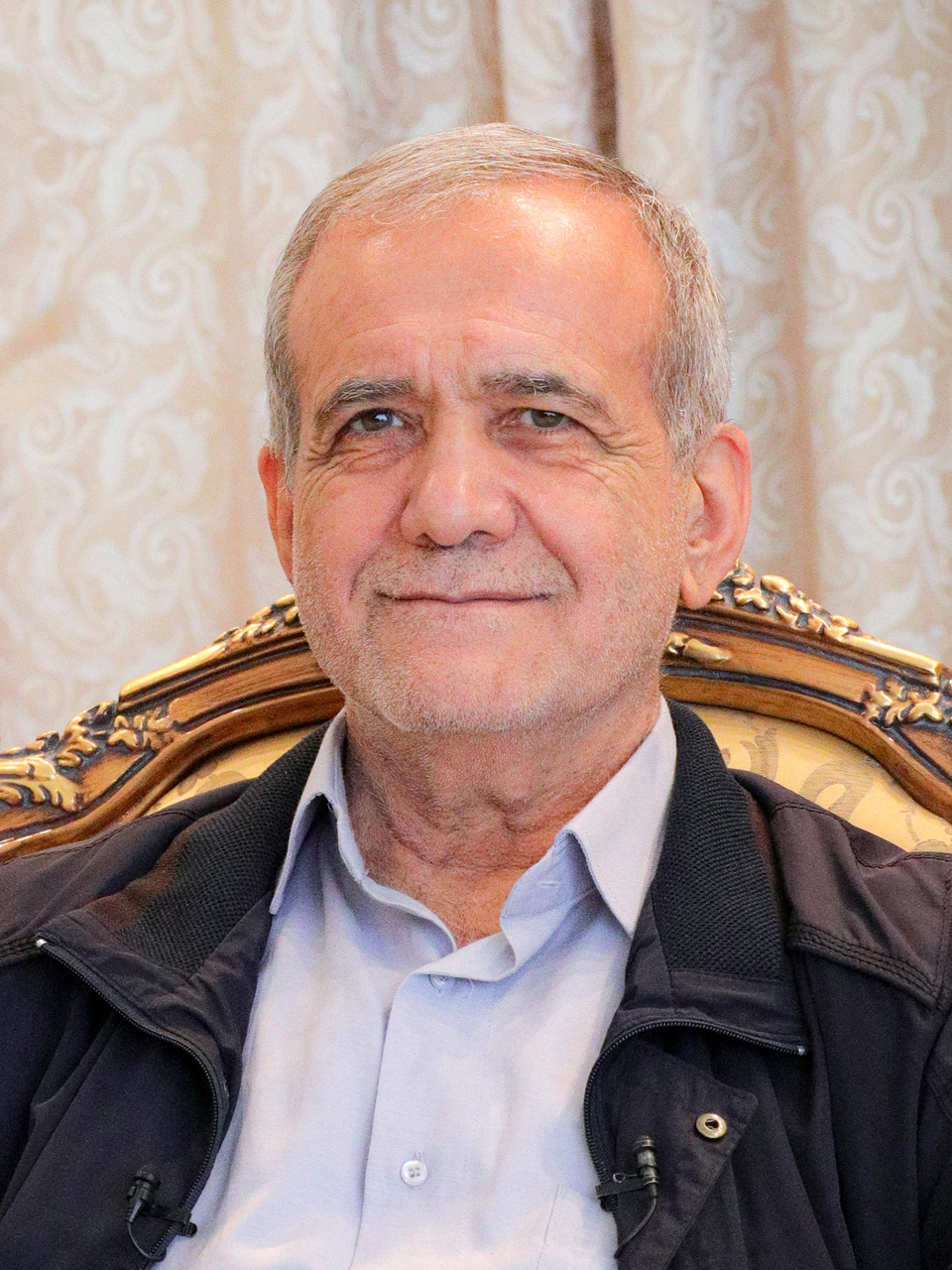
Президент Ірану Масуд Пезешкіан
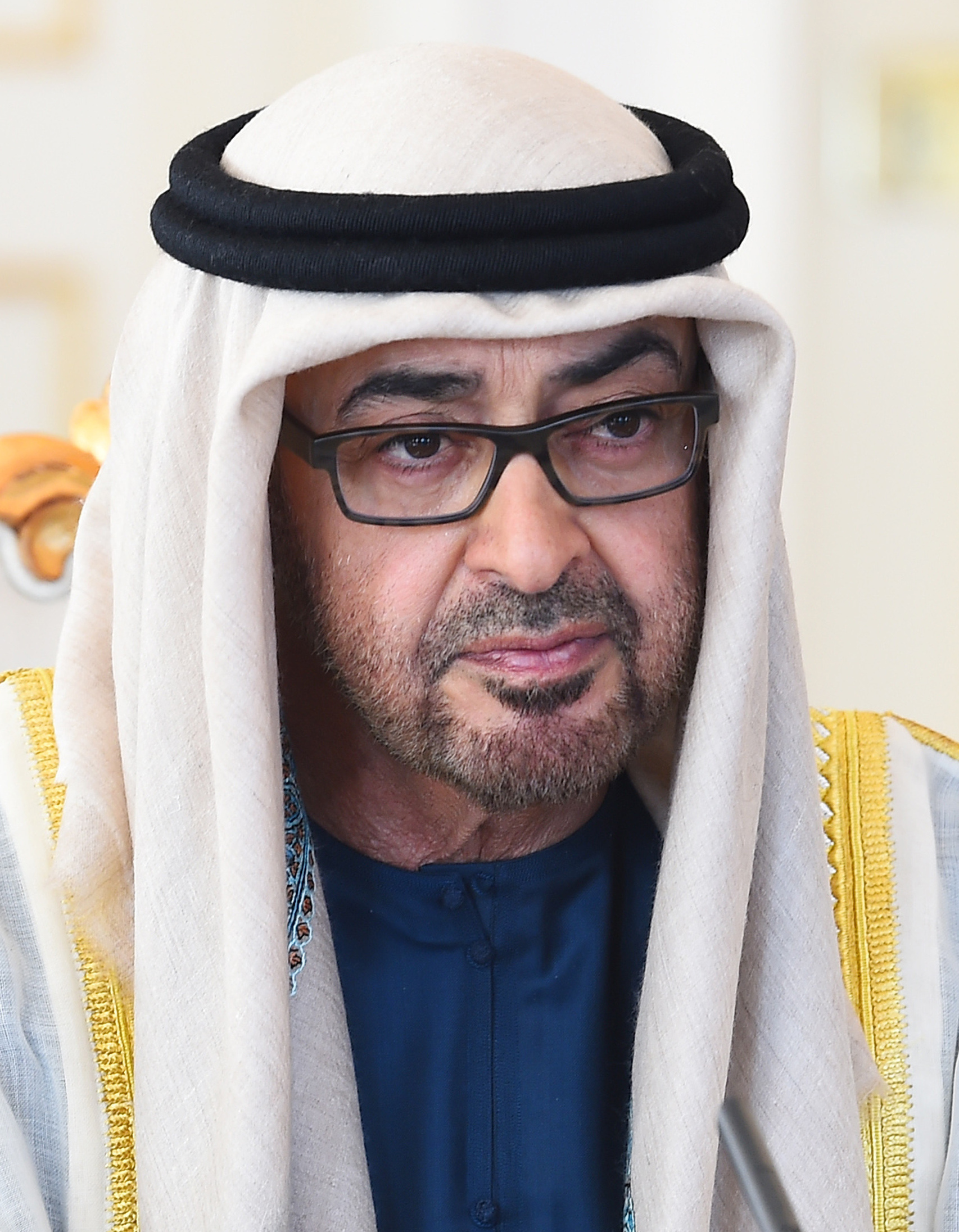
Президент ОАЕ Мухаммад ібн Заїд Аль Нахайян
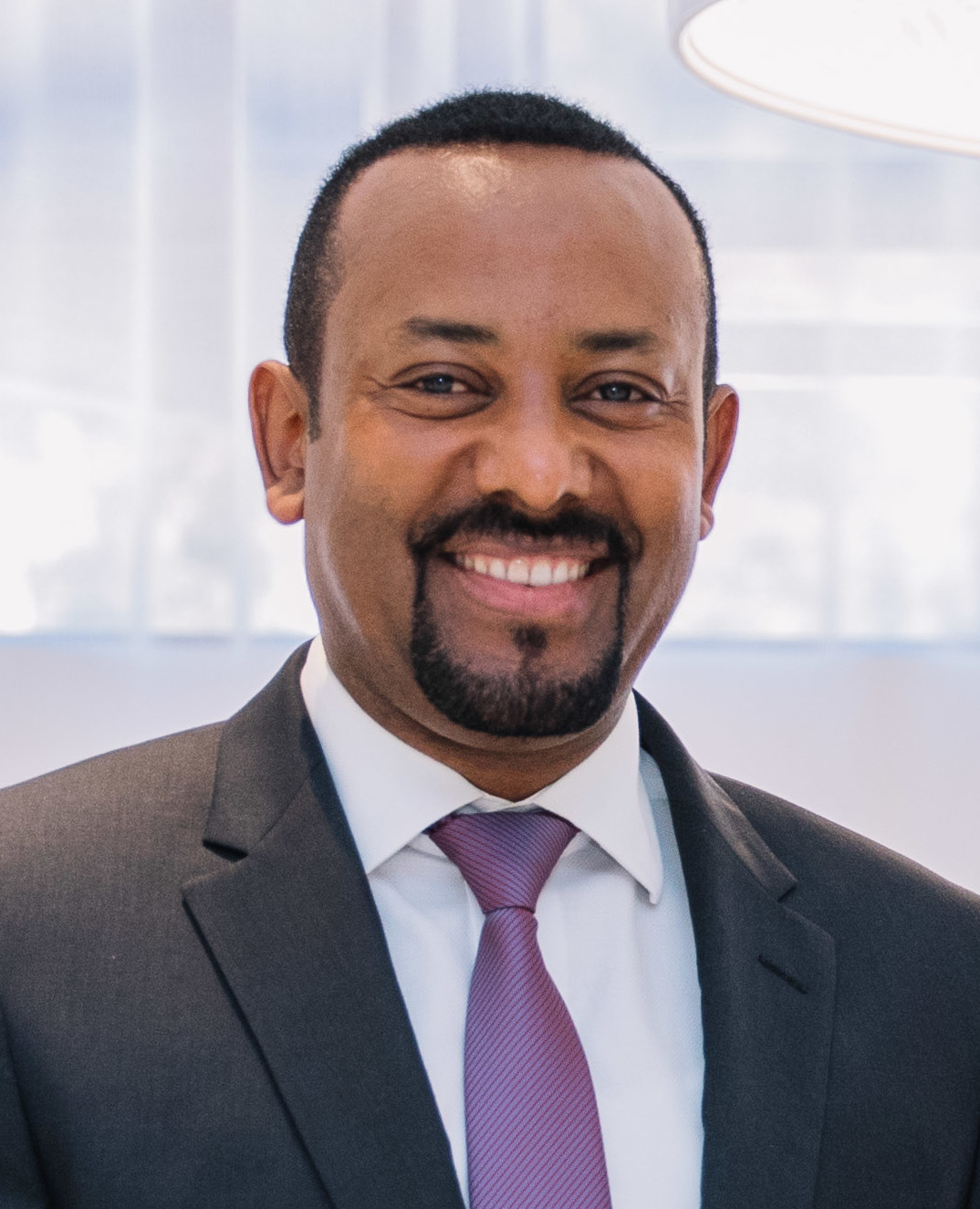
Прем'єр-міністр Ефіопії Абій Ахмед Алі

### Представники інших держав
На саміт в Казань прибули також віцепрем'єр Сербії Александар Вулін, міністр закордонних справ Шрі-Ланки Аруни Виджевардане, президент Мавританія та голова Африканського союзу Мухаммед ульд Газуані. Куба представляв глава МЗС Республіки Бруно Родрігес Паррілья.
Президент Білорусі Олександр Лукашенко прилетів до Казані 23 жовтня, де також взяв участь у саміті БРІКС. В цей же день в Казань для участі в саміті БРІКС прибув президент Туреччини Реджеп Тайїп Ердоган. Президент Білорусі Олександр Лукашенко провів зустріч з лідером Венесуели Ніколас Мадуро на полях саміту БРІКС в Казані. Саміт відвідали також президент Казахстану Касим-Жомарт Токаєв, президент Узбекистану Шавкат Мірзійоєв, міністр закордонних справ Королівства Таїланд Марит Сангиампхонг.
Увечері 22 жовтня був проведений неформальний обід учасників в Казанській Ратуші, а робоча частина саміту стартувала вранці 23 жовтня. У цей день пройшли два засідання з багатосторонності, а потім делегації у вузькому складі обговорювали врегулювання гострих регіональних конфліктів, фінансову взаємодію в БРІКС і сценарії подальшого розширення.
БРІКС представить цей документ в ООН. Сформульовані в ній пропозиції містить в собі реформу Світової організації торгівлі; реформу Організації Об'єднаних Націй, включаючи раду безпеки; формування нової банківської та розрахункової системи, нової незалежної від долара США валюти і використання нацвалют без прив'язки до долару США; створення єдиної транспортно-логістичної платформи та засудження використання дискримінаційних і політично мотивованих санкція. Члени блоку підтримали повноправне членство Палестини в ООН, а також засудили напад Ізраїль на співробітників ООН в Лівані і вибухи комунікаційних пристроїв на його території.
Від Афганістану в Казань прибув міністр торгівлі та промисловості Нуруддин Азизи, представник забороненого в Росії руху «Талібан».

### Представники міжнародних організацій
23 жовтня в Казань прибув генсек ООН Антоніу Гутерріш.
Серед делегатів від організацій були також посадові особи ШОС, виконком СНД, Союзної держави Росії і Білорусії.
У зустрічі взяла участь голова Нового банку розвитку БРІКС Ділма Русеф.

## Програма та підсумки зустрічі
За підсумками саміту була прийнята Казанська Декларація. Документ включає в собі 4 розділи:
- зміцнення багатосторонності для більш справедливого і демократичного світопорядку;
- зміцнення співпраці в інтересах глобальної, регіональної стабільності та безпеки;
- поглиблення фінансово-економічного співробітництва в інтересах справедливого глобального розвитку;
- розширення гуманітарних обмінів в інтересах соціально-економічного розвитку[15].

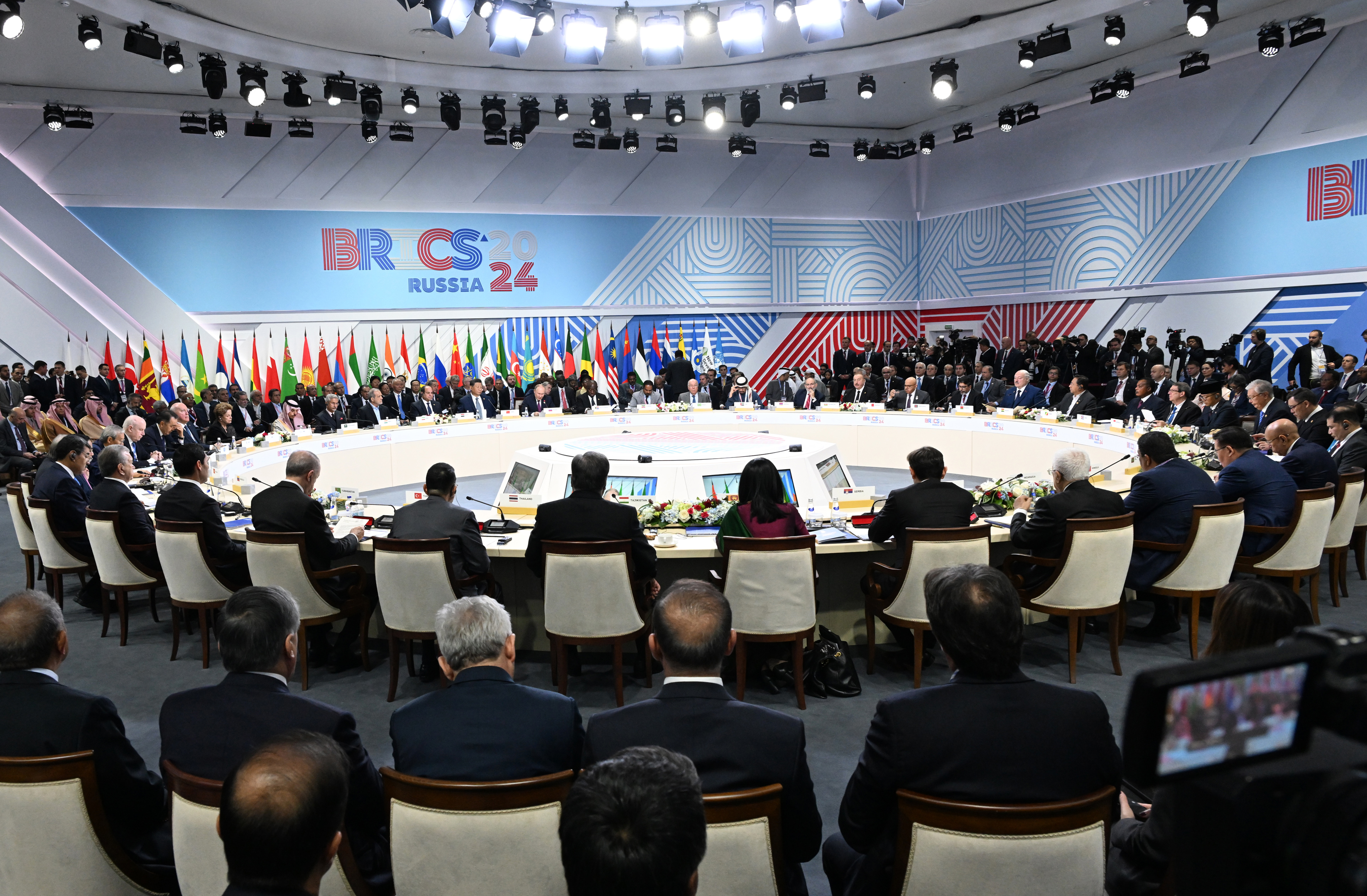
Пленарне засідання саміту БРІКС

Учасники форуму заявили стурбованість руйнівним впливом санкцій на світову економіку, міжнародну торгівлю та досягнення цілей сталого розвитку. У документі санкції названі незаконними односторонніми примусовими заходами.
Крім того, в документі заявлена підтримка ініціативи Росії зі створення зернової біржі БРІКС, яка згодом може бути розширена для торгівлі іншими товарами, такими як нафта, газ і метали.
У декларації також заявлена прихильність підтримці глобальної мережі фінансової безпеки з МВФ і підкреслюється необхідність реформ у сфері фінансування і вітається використання місцевих валют у фінансових операціях.
У декларації містяться ініціативи щодо запобігання майбутнім пандеміям, зокрема — розвиток інтегрованої системи раннього попередження. Крім цього, є пункт про зусилля зі збереження популяції великих кішок, в тому числі рідкісних видів.
Під час саміту в Казані також було прийнято рішення про введення платіжної системи BRICS Pay, покликаної полегшити обмін фінансовою інформацією між центральними банками країн Союзу і виступити, як альтернатива міжнародній міжбанківській системі SWIFT. Ця система повинна полегшити міжнародні розрахунки.
Російсько-українській війні у підсумковій декларації був відведений 36-й пункт документа, який констатує, що у членів БРІКС є позиції з приводу цього питання, і відзначає зусилля з посередництва для завершення конфлікту шляхом переговори.
Генеральний секретар ООН Антоніу Гутерріш виступив на пленарному засіданні саміту БРІКС. У виступі він торкнувся питань фінансування вразливих країн, клімату, забезпечення доступу до технологій та використання штучного інтелекту в країнах, що розвиваються. Гуттеріш закликав зміцнити механізми миру, зокрема — реформувати Раду Безпеки ООН.
В ході форуму пройшли переговори президента Росії з Генеральним секретарем ООН. Обидві сторони зійшлися в необхідності припинення вогню в Секторі Гази і Лівані і запобігання подальшої ескалації в регіоні. В ході переговорів були також порушені питання судноплавства в Чорному морі.
Президент Росії також зустрівся з прем'єр-міністром В'єтнаму Фам Мінь Тінем. Він відзначив зростання товарообігу між країнами і зростання співпраці в енергетиці, промисловості та освіті.  Ще одна зустріч, у складі делегацій двох країн пройшла між Президентом Росії та Президентом Лаосу Тхонглуном Сісулітом. Путін підкреслив, що в березні 2024 року виповнилося 30 років Договору про основи дружніх відносин, а у 2025 році відзначатиметься 65 років встановлення дипломатичних відносин між державами.
За підсумками саміту, Індонезія заявила про намір приєднатися до БРІКС.
Крім статусу «запрошених країн» до яких належать Саудівська Аравія і Аргентина, на саміті також була з'явилася нова категорія держав, що мають відношення до БРІКС — 13 держав світу: Туреччина, Казахстан, Узбекистан, Алжир, Білорусь, Болівія, Куба, Індонезія, Малайзія, Нігерія, Таїланд, Уганда і В'єтнам отримали статус «країн-партнерів БРІКС».

## Саміт у культурі

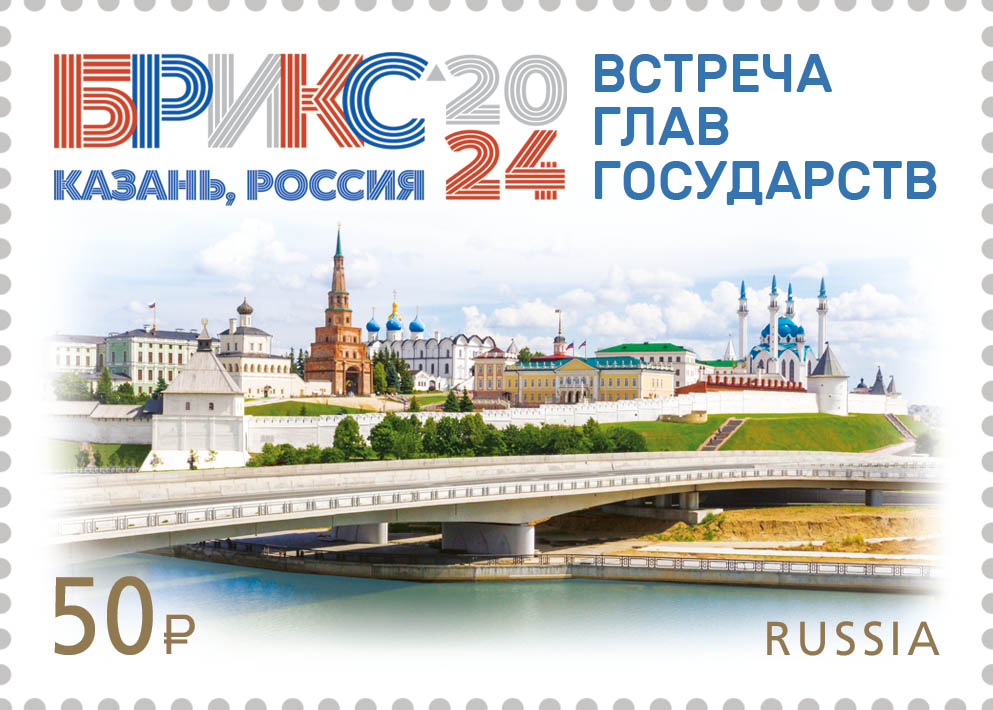
Поштова марка Росії, присвячена саміту в Казані

Делегації, які прибувають на саміт, зустрічав особисто глава Татарстану Рустам Мінніханов, який кожному з глав делегацій поряд з російським короваєм пропонував спробувати татарські ласощі чак-чак.
Для перших осіб держав на саміті в Казані був даний концерт Московського симфонічного оркестру під керівництвом диригента Івана Никифорчіна, на якому виконував соло 9-річний скрипаль з Набережних Човнів переможець Всеросійського телеконкурсу юних обдарувань «Синій птах» Лука Моромов, який виконав китайську п'єсу «Балада про Велику стіну». Першим леді держав показали фешен-шоу від російських і татарстанських брендів, в якому взяли участь конкурсантки «Міс Татарстан».
Російська компанія «АТ Марка» у жовтні 2024 року випустити поштову марку Росії номіналом в 50 рублів, присвячену саміту в Казані. Тираж марки-90 000 примірників (видано в маркових листах у кількості 6000 примірників). Дизайн марки виконаний художником С. Капрановим. На марці зображена панорама Казанського кремля з боку кремлівського мосту річки Казанок.